# Katarina av Aragonien
Katarina av Aragonien (egentligen Catalina de Aragón y Castilla [kat̪aˈlina ð̞e̞ aɾaˈɣõn i kasˈt̪iʎa]), född 16 december 1485 i Alcalá de Henares i Kastilien, död 7 januari 1536 i Cambridgeshire i England, var drottning av England, som Henrik VIII:s första maka, från 11 juni 1509 till 23 maj 1533. Hon var yngsta barn till Isabella I av Kastilien och Ferdinand II av Aragonien, samt syster till Johanna den vansinniga.
1501 avreste Katarina till England från Spanien för att gifta sig med prins Arthur av Wales, och den 14 november 1501 vigdes de i Sankt Pauls-katedralen. Den 2 april 1502 avled dock Arthur av svettsjukan. Det är inte bekräftat huruvida deras äktenskap fullbordades. Efter Arthurs död bortlovades hon till hertig Henrik av York, den blivande Henrik VIII. De sju år som följde mellan att Arthur dog och att Katarina och Henrik vigdes kantades av diplomatiska problem mellan Spanien och England samt Katarinas isolering, sjukdom och fattigdom. När Henriks far kung Henrik VII avled den 21 april 1509 fanns dock inget kvar som hindrade giftermålet, och de vigdes den 11 juni samma år.
Med Henrik VIII fick Katarina en dotter, den blivande Maria I. Utöver detta fick Katarina flera missfall och även några dödfödda barn, vilket fick Henrik att successivt tröttna på äktenskapet, då han oroade sig för huset Tudors dynastiska framtid. Detta i kombination med kungens förälskelse i Anne Boleyn gjorde att han ville få äktenskapet med Katarina ogiltigförklarat för att kunna gifta sig med Anne. Annulleringen av Katarinas och kung Henriks äktenskap låg till grund för den engelska reformationen.

## Barndom och uppväxt

### Uppväxt i Spanien

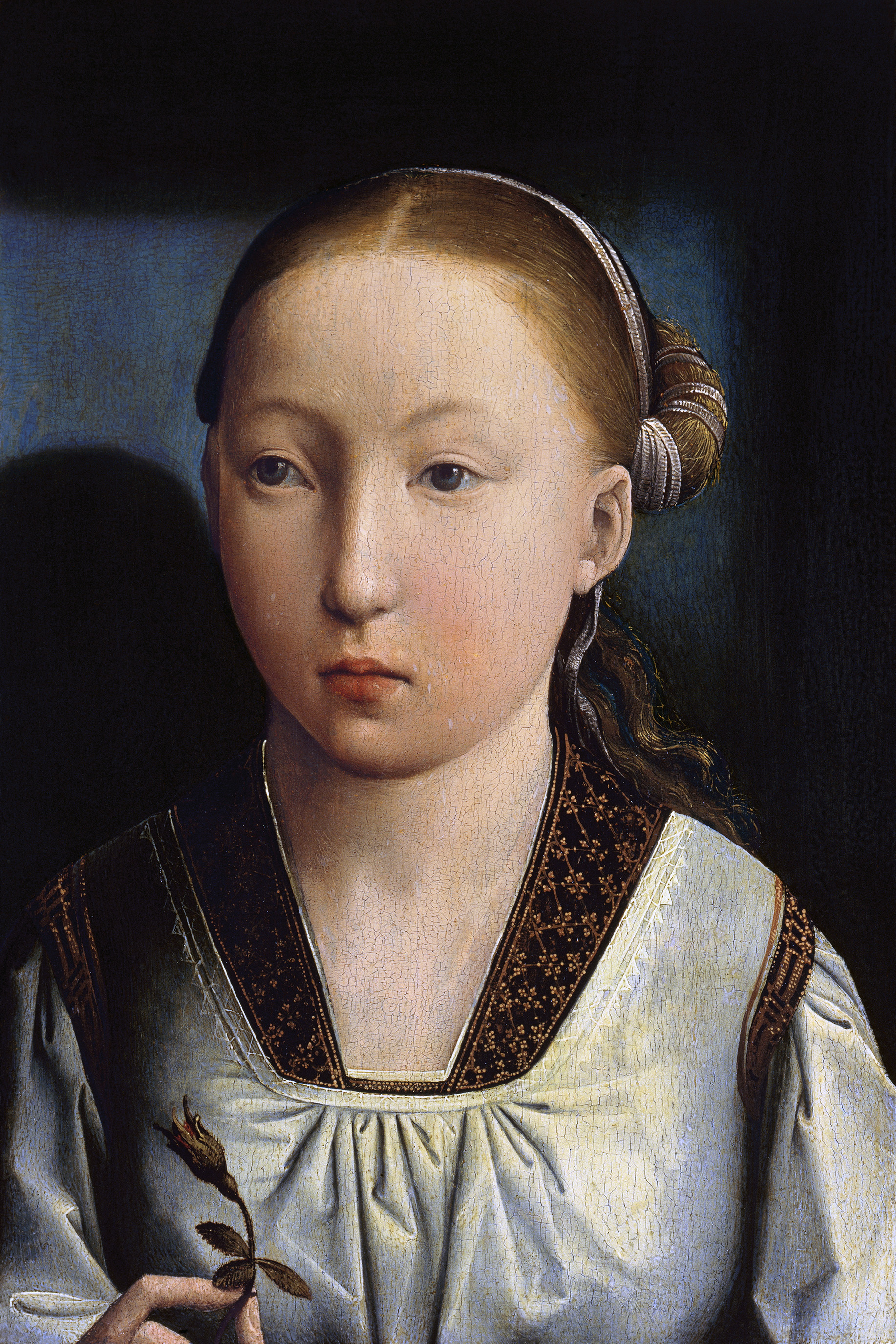
Möjligt porträtt av en elva år gammal Katarina av Aragonien.

Katarina av Aragonien föddes den 16 december 1485. Hon döptes till minne av sin mors farmor Katarina av Lancaster, genom vilken hon var en avkomling till Johan av Gent. Därigenom hade hon både spanskt och portugisiskt kungablod, och genom Johan av Gent härstammade hon även från huset Plantagenet. Strax efter Katarinas födsel började man planera för hennes giftermål, och när hon var tre år gammal slöts en överenskommelse om en framtida trolovning med den engelske tronföljaren Arthur, prins av Wales, äldste son till Henrik VII av England. Hennes blivande fästman hade då inte fyllt två år. Det kom att dröja många år innan bröllopet kunde stånda. 
När Granada intogs 2 januari 1492 undervisades Katarina där. Isabella gav instruktioner om att hennes döttrar skulle utbildas väl, och de hade lärda personer som Peter Martyr Vermigli, Antonio Geraldini och Alessandro Geraldini som lärare. Hon talade klassiskt latin flytande och sades ha en "intellektuell kvalitet som få drottningar på allvar har kunnat tävla med".
1487 kan de första trevande förhandlingarna mellan England och Spanien angående ett äktenskap mellan Katarina och Henrik VII:s son Arthur ha ägt rum. Katarina var då nästan två och Arthur ännu inte ett år fyllda. 1488 ombads kastilianen Rodrigo Gonzalva de Puebla att teckna ett äktenskapsfördrag mellan Spanien och England. 
Henrik VII beskrivs som nöjd med fördraget, till skillnad från Spanien och Ferdinand, Katarinas far, som ska ha betraktat engelsmännen som barbariska. I mars 1489 skrevs dock ett fördrag i Medina del Campo som båda parter blev nöjda med. I slutet av 1496 började trolovningsvillkoren att författas, strax före Katarinas elvaårsdag.
1497 påbörjades äktenskapsceremonierna. Arthur och Katarina trolovades formellt i Woodstocks slott. de Puebla var Katarinas ombud. Katarina fick då officiellt titeln prinsessa av Wales. Hon skulle lära sig franska innan hon kom till England, och fick anvisningar om hur hon skulle undervisas i engelsk hovetikett. de Puebla ansåg att en diplomatisk fördröjning var att föredra, ehuru ett annat sändebud, don Pedro de Ayala, ansåg, i ett brev från juli 1498, att:
| ”                                                           | Även om det inte är min uppgift att ge råd, skulle jag vilja ta friheten att säga att det skulle vara bra om hon kom snart, för att vänja henne vid livet i detta land och att lära sig språket. Å andra sidan, när man förstår och kan detta folks uppföranden och livsföring i detta land, kan man inte förneka de stora besvär som skulle medfölja om hon kom till England innan hon är mogen. Ers Högheter vet anledningarna. De är många. Men prinsessan kan bara väntas leva ett lyckligt liv endast om hon inte minns sådant som skulle göra henne mindre glad åt det hon kommer att möta här. Därför vore det ändå bäst att sända henne genast, innan hon helt och fullt har lärt sig att uppskatta våra livsvanor och vårt styre. | „ |
| – Brev från Don Pedro De Ayala till Ferdinand och Isabella. | |   |

Ferdinand och Isabella skrev att de var beredda att sända Katarina till England så fort Arthur hade fyllt fjorton år. 
Den första vigselceremonin skedde på pingstdagen den 19 maj 1499 omkring 09.00 på Bewdley i Worcestershire. Vigseln var giltig med omedelbar verkan (per verba de prœsenti) och efter att orationen avslutats, sade Arthur "med hög och klar stämma" till Don Pedro de Puebla att han gladde sig mycket över kontraktet med Katarina och ett oupplösligt äktenskap. Han drevs inte enbart av hörsamhet till påven och kung Henrik, utan även av sin "djupa och uppriktiga kärlek för den sagda prinsessan, hans hustru". Till svar sade de Puebla att han var tillfreds med detta klargörande, då giftermålet var en frukt av hans ständiga arbete. Efter att fullmakten lästs upp tog Arthur de Pueblas högra hand och klargjorde att han accepterade honom som Katarinas ombud och Katarina som sin lagvigda och obestridliga hustru. Därefter upprepades samma ceremoni och de Puebla klargjorde att Katarina accepterade Arthur som sin lagvigde och obestridlige make.

### Katarina i England
Ferdinand var dock fortfarande inte tillfreds. Han var rädd att de Puebla var mutad av Henrik VII och förhandlade därför genom de Puebla fram ytterligare en vigsel så fort Arthur blivit myndig, under hösten 1500. Vigseln ägde rum i Ludlow nära Wales. Katarina hade då ännu inte förts till England och man oroades över när detta skulle ske. Strax innan hon skulle fylla 16 år, i november 1501, avreste Katarina till England. Hon påbörjade färden sommaren 1501 från ett Spanien där tre tronarvingar på rad, hennes bror Juan och syster Isabella hade dött, och sedan även Isabellas son Miguel da Paz, prins av Asturien. Katarina hade drabbats av lätt feber, influensa och vad som tolkats som depression. 2 oktober 1501 klev hon iland i Plymouth, England. Engelsmännen blev förtjusta i vad som beskrivs som hennes gudfruktighet, mod, charm och värdighet. Henrik VII eskorterade henne till det första mötet mellan henne och Arthur, som ägde rum i Dogmersfield i Hampshire. Detta var ett granskande möte. Henrik VII ville förvissa sig om att Katarina hade ett vackert ansikte, och hon uppfyllde hans förväntningar. Hon skall ha haft blek hy, rosiga kinder, ljust, tjockt hår med en guldröd nyans, nätta drag och ett ovalt ansikte. Thomas More skall ha sagt att "ingenting saknas hos henne som den vackraste mö bör ha". Arthur och Katarina kunde inte tala varandras modersmål, så i början blev det språk de talade till varandra latin. Dock talade de inte samma dialekt, och hade ändå svårt att göra sig förstådda med varandra. Trots att de inte kunde förstå varandra, eller ens dansa samma danser (Katarina kunde bara spanska danser, och Arthur engelska), förberedde Henrik VII för den sista vigselceremonin i Sankt Pauls-katedralen.

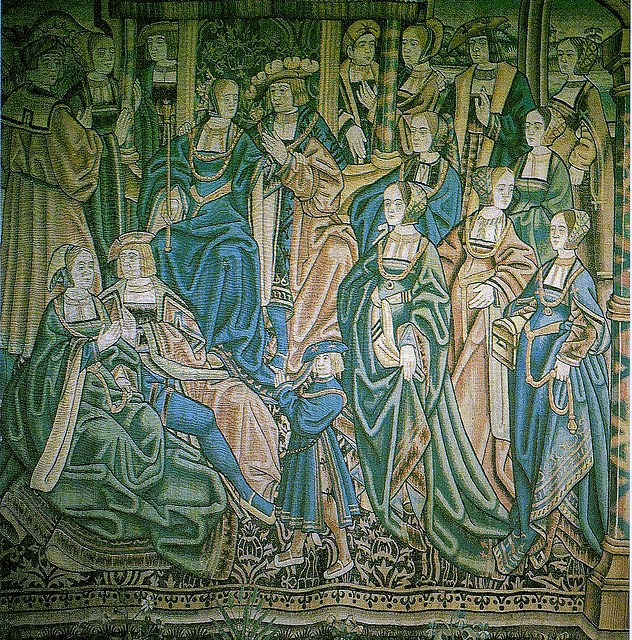
Flamländsk gobeläng som föreställer giftermålet mellan Katarina av Aragonien och Arthur, prins av Wales. Den är vävd i början av 1500-talet och finns idag på Magdalen College i Oxford.

Den 14 november 1501 ägde den slutgiltiga vigseln rum. Banketten efteråt ägde rum på Baynard Castle där både Edvard IV och Rikard III hade mottagit kronan. Efter vigseln fördes brudparet till sitt rum där de bredvid varandra i sängen skulle tillbringa natten. Huruvida någon sexuell interaktion någonsin ägde rum är osäkert och har varit föremål för diskussion. I en bikt bekände Katarina senare att de enbart delat säng sju gånger och aldrig haft samlag. Både Henrik VII, Elizabeth av York, Ferdinand och Isabella ansåg att ett fysiskt fullbordande av äktenskapet inte var något brådskande, och att Arthur gärna kunde bli äldre först. Det ansågs vidare bäst att Arthur och Katarina levde åtskilda tills Arthur blivit äldre och Katarina lärt sig engelska. 
I december skickades dock Katarina till sin spanska familjs ogillande till Ludlow Castle i Wales, där Arthur befann sig. Orsaken var att Ferdinand hade skickat silverserviser och smycken som hemgift istället för pengar. Henrik VII ville att dessa skulle komma till användning då Katarina och Arthur levde tillsammans, så att de sjönk i värde, så att Ferdinand och Isabella skulle tvingas betala en större del av hemgiften kontant. Vintern var dock kall och regnig, och sjukdomar spred sig. Arthur började insjukna i slutet av mars. Han kan ha haft tuberkulos. Svettsjukan härjade och det kan ha varit denna som gjorde att Arthur, den 2 april 1502, avled och Katarina blev änka, förmodligen utan att deras äktenskap hade blivit fullbordat. Det som gör svettsjukan trolig är att Katarina drabbades av samma sjukdom, men överlevde. Detta var den springande punkten vad gäller Henrik VIII:s skäl att annullera äktenskapet. Historikerna tvistar fortfarande om huruvida Katarinas första äktenskap fullbordades. Katarina bedyrade att någon sexuell fullbordan aldrig ägde rum.

### Diplomatiska problem
I egenskap av prinsessa hade Katarina inget annat val än att låta sin framtid bestämmas av sina föräldrar och svärfar. Ferdinand ämnade kräva tillbaka henne till Spanien samt, om äktenskapet inte fullbordats, kräva tillbaka hemgiften. Ferdinand var även missnöjd med de pengar Katarina fick som änka, en inkomst åt henne i det fall Arthur skulle dö först, som hade skrivits in i äktenskapskontraktet. Henrik VII:s snålhet gjorde att hon fick leva på spanska pengar. Eftersom hennes far ville tvinga Henrik att betala, innebar detta att hennes ekonomi snabbt krympte. Båda parter ansåg dock egentligen att alliansen mellan England och Spanien måste upprätthållas, och knappt fjorton månader sedan hon blivit änka, överenskom man åter om en framtida trolovning. Hon skulle denna gång, nu 17 år gammal, trolovas med Arthurs yngre bror, den 12-årige Henrik, sedermera kung Henrik VIII av England. Påvlig dispens från förbudet att gifta sig med en svägerska erhölls. 23 juni 1503 undertecknades det första trolovningsfördraget.
Eftersom Henrik var så ung fick bröllopet vänta några år, och Henrik VII började vackla i sitt beslut, bland annat på grund av att Katarina blivit mindre betydelsefull som politisk tillgång efter hennes mors död 1504. Han försökte förmå sin son att avstå från Katarina på den grunden att äktenskapsplanerna hade ingåtts utan sonens kännedom och godkännande. Det gick till och med rykten i Spanien om att Henrik VII, som hade blivit änkling då Elizabeth av York dog i februari 1503, hade planer på att gifta sig med sin svärdotter Katarina, ett rykte som dock förmodligen var grundlöst. Katarina stannade kvar i England även om hennes framtid var osäker. 1505 skulle Henrik, prins av Wales, fylla fjorton år och det var vid den tid som det var avtalat att bröllopet mellan Katarina och honom skulle äga rum. Emellertid stuvade Henrik VII av England om i förordningarna, upplöste trolovningsfördraget mellan de båda, och ämnade istället låta viga sin son vid Karl V:s syster Eleonora av Österrike, och själv gifta sig med Margareta av Österrike, Karl V:s faster. Den 27 juni 1505, dagen innan Henrik, prins av Wales fjortonårsdag, upplöstes alltså trolovningen mellan Henrik och Katarina.

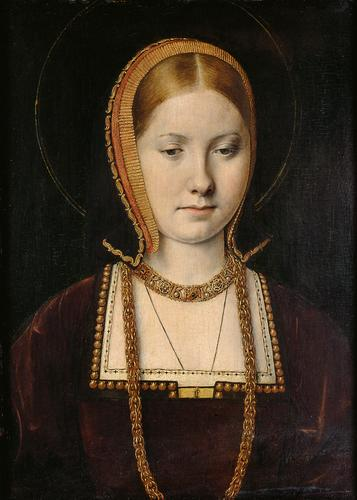
Katarina av Aragonien. Tavla från 1503–1504.

Hennes år som änka kantades av negativa incidenter. Hon kände sig isolerad, talade dålig engelska, övergavs av Alessandro Geraldini, och var fattig. 1504 uppgavs hon inte ha råd att betala räkningarna för sin egen mat. Hon lämnades av sin hovdam Elvira Manuel, som även tog med sig kaplanen som Katarina hade biktat sig för, vilket medförde att hon inte kunde bikta sig på spanska längre. Trots detta sökte hon allt större tröst i religionen. I januari 1506 besökte hennes syster Johanna I med sin make Filip I det engelska hovet. I och med Windsorfördraget som undertecknades den 31 januari 1506 mellan Filip I och Henrik VII hotades Katarinas framtid. England förband sig att hjälpa Filip I mot Aragonien, med våld om så krävdes. Henrik skulle därigenom få gifta sig med Margareta av Österrike och, om allt gick som det skulle, Henrik, prins av Wales, med Eleonora. Katarina reste därifrån påföljande dag, besviken över sitt möte med systern. Hennes rädsla tilltog och hon blev allt fattigare. Hon hölls ifrån Henrik, prins av Wales. Trots detta lyckades de bekanta sig med varandra, när han började närma sig 16 år. Hon sade till Henrik VII att hon betraktade giftermålet med Henrik, prins av Wales, som oåterkalleligt.
Katarina började sälja sina saker för att få råd med mat. Hon drabbades av ohälsa som feber och skrev till sin far att hon levde i misär. Hennes ensamhet uppges ha påverkat hennes omdöme och fått henne att lita på fel människor. Vissa förtjänade hennes tillit, såsom María de Salinas, som kom att bli en trogen livslång vän. När det gällde en nyanländ biktfader, Diego Fernandez, var visade sig hennes tillit bli en felbedömning, emedan han kontrollerade hennes tillvaro och skapade problem för henne då han ville kontrollera andras tillgång till henne. De Puebla avsattes 1508 och ersattes av Don Gutierre Gomez de Fuensalida. Henrik VII kom inte överens med Fuensalida. Fuensalida hade med sig order från Ferdinand att äktenskapet måste infrias, och att Katarina antingen måste äktas vid prins Henrik, eller återbördas till Spanien. Katarina vidhöll att överenskommelsen om hennes trolovning var oupplöslig. Hon tog avstånd även från Fuensalida, som ansåg att tiden var inne att ge upp hoppet om att äktenskapet med prins Henrik skulle äga rum och Katarina istället skulle återvända till Spanien. Den 9 mars 1509 skrev hon till sin far att hon inte längre orkade kämpa mot Henrik VII. Hon ville återvända till Spanien för att tjäna Gud. Den 21 april 1509 förändrades dock allt genom att Henrik VII av England avled.

## Drottning
Efter att Henrik VII hade avlidit insisterade den då 18-årige Henrik VIII på att hans giftermål med Katarina skulle genomföras så fort som möjligt och han beordrade att bröllopet skulle äga rum den 11 juni 1509, sex veckor efter Henrik VII:s död. De vigdes utanför Greenwich Palace. På midsommardagen 24 juni 1509 firades Henrik VIII:s kröning offentligt och Katarina kröntes vid hans sida. Hon ledsagade honom i processionen genom London till Westminster som sig bör vid en kröning. Detta för att Londonborna skulle få se den nyblivna drottningen. Hon gjorde ett gott intryck. Thomas More uttryckte att "hon härstammar från stora kungar och hon kommer att vara mor till kungar lika stora som sina förfäder. Din fruktbara drottning kommer att ge dig en manlig arvtagare snart, ett skydd i en obruten linje som skall stödjas av varje sida." 1 500 pund gick hennes kröning på. Det var 200 pund mindre än kungens kröning. Genom att Margaret Beaufort avled snart efter kröningen blev Katarina, till skillnad från sin svärmor före henne, den enda drottningsgestalten i landet. 
Hon ska ha behållit sitt behagliga yttre, med guldbrunt långt hår, rosig och vit ansiktsfärg och en något rundnätt kropp. Åren av svårigheter som änka ska dock ha påverkat henne. Hon ansåg att människan med Guds välsignelse kunde ta sig igenom de hemskaste perioder.

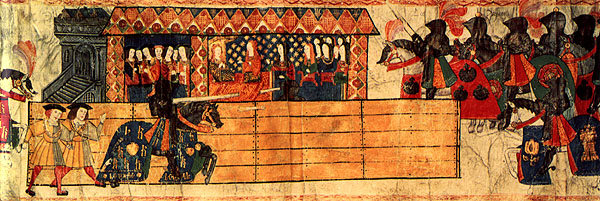
Tavla föreställande de tornerspel som hölls 2 februari 1511 till ära för Henrik, hertig av Cornwall, deras son som föddes 1511 men dog kort därpå.

Katarina hade ett hov på 160 personer. Av dessa var åtta från Spanien. Bland dessa fanns Maria de Salinas, som både kungen och drottningen gillade (han uppkallade ett skepp efter henne), samt broder Diego, som kungen inte gillade. Katarina såg dock till att han fanns kvar i hennes tjänst, åtminstone till 1515. Den tid som hon inte var förpliktigad att utföra officiella plikter brukade hon sy och brodera kungens skjortor. De hade regelbundna samlag. Detta var det normala och förväntade för ett kungapar vid denna tidpunkt eftersom arvingar var en politisk nödvändighet, men Antonie Fraser bedömer att Henrik i detta fall ännu såg det som att "förena nytta med nöje", med tanke på hans "varma känslor för Katarina och hon varken var gammal, ful eller charmlös." Katarinas fruktbarhet var inget som betvivlades. Hennes familj hade alla varit fruktbara och fött många barn. Det första barnet blev hon gravid med i juni 1509. Barnet föddes dock livlöst den 31 januari 1510. Den 1 januari 1511 föddes en son, som fick namn efter många av sina förfäder, nämligen Henrik. 52 dagar senare dog även han.

### Regentskap

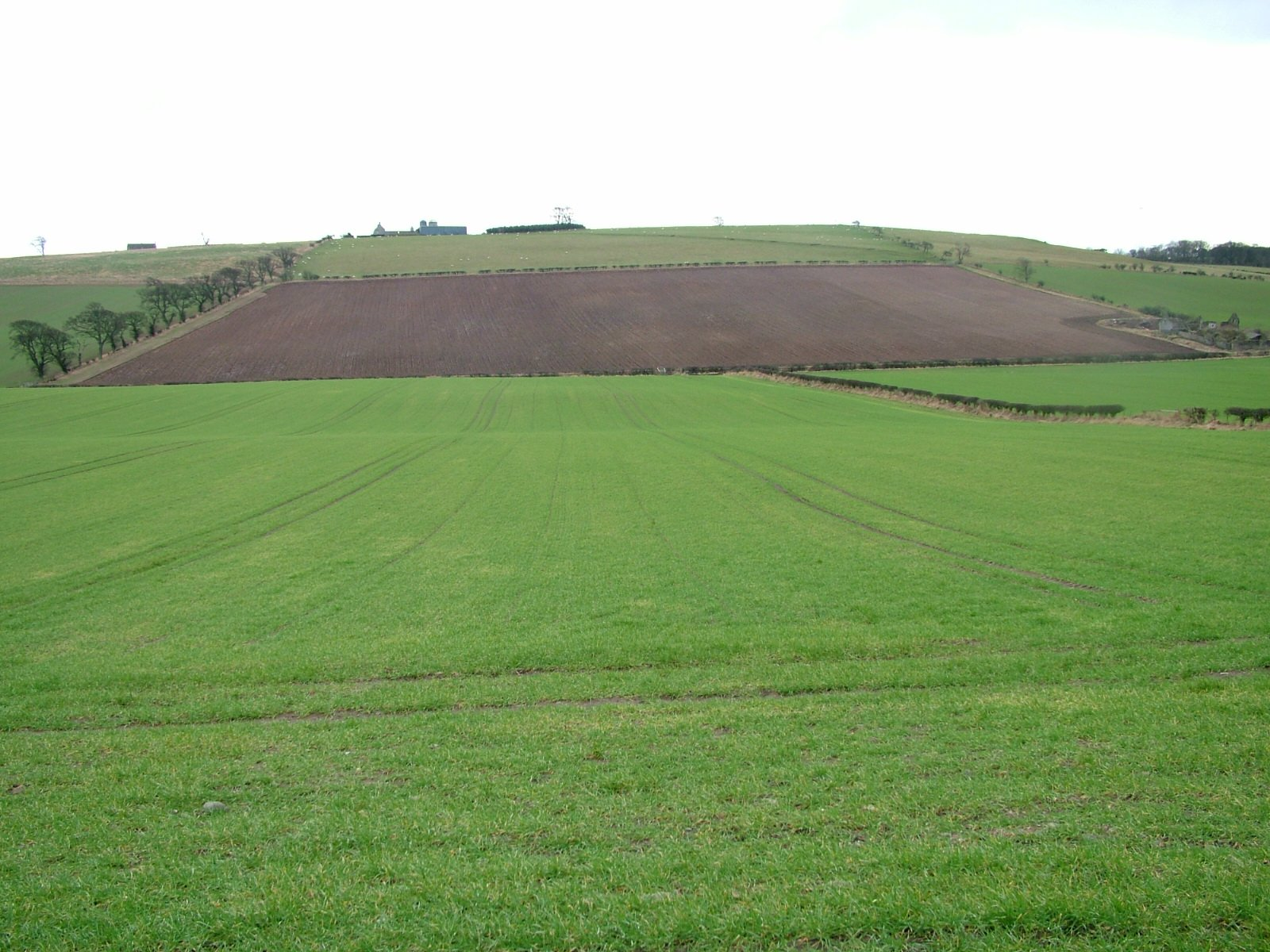
Flodden Field, där slaget stod 1513. Bilden är tagen från den plats där den engelska armén ställde upp inför slaget.

Katarina var år 1513 Englands ställföreträdande regent under makens frånvaro i Frankrike. Att utnämnas till regent var normalt för en drottning då kungen var utomlands, men det var ingen självklarhet, och visar på Henriks förtroende för henne. Under regentskapet oroade hon sig för sin make, något som uttrycktes via de brev hon sände honom, där hon uttryckte omtanke om både hans hälsa såväl som själs välfärd. Henrik var ingen brevskrivare, så istället använde hon Thomas Wolsey som kanal. Vid de tidpunkter hon inte oroade sig var hon en energisk och beslutsam regent. Hon började hålla tal inför folket på engelska, som hon nu hade lärt sig att behärska förutom latin, franska och spanska. 
Som sådan hanterade hon det skotska anfall på England som slutade med Englands seger i slaget vid Flodden. 
Vid slaget vid Flodden dödades den skotska kungen Jakob IV. Det var en stor seger för Katarina eftersom det undanröjde det skotska hotet för en tid framöver, emedan den efterträdande regenten var hans son, den endast ett år gamla Jakob V, som på grund av sin ålder ställdes under regentskap av sin mor, Margareta av England, Henriks syster. När kungaparet återigen träffades var det ett "så kärleksfullt möte att alla varelser jublade".

### Roll som drottning
Katarina fortsatte trots diplomatiska svårigheter på kontinenten att samarbeta nära med sin make och sedermera även med Wolsey, som Henrik och Katarina värderade allt högre. Henrik uppskattade hennes sunda förnuft och lojalitet och hennes inflytande var stort under de första åren, men hon ersattes gradvis som Henriks rådgivare av Wolsey från slutet av 1510-talet. Deras känslor hade lidit avbräck på grund av avsaknaden av gemensamma barn. Äktenskapet beskrivs dock 1510-talet ut som lyckligt, och de fortsatte att arbeta på att få en arvinge. 1513 blev hon återigen gravid men fick missfall. 1515 födde de en son, även han med namnet Henrik, som dock också dog. I maj samma år blev hon gravid igen. I slutet av 1510-talet började Henriks kärlek till henne dock allt mer övergå i något som liknade tillgivenhet. Henrik började även anse att – något som inte bara gällde under detta giftermål utan även under följande – han hade rätt att söka sig till andra personer för att tillfredsställas sexuellt under Katarinas graviditeter, eftersom det ansågs skadligt för en kvinna att ha samlag under graviditeten.
| ”                            | Vilken familj av medborgare erbjuder ett så tydligt föredöme i äktenskaplig trohet och harmoni? Var skulle man kunna finna en hustru ivrigare att efterlikna sin beundransvärde make? | „ |
| – Erasmus av Rotterdam, 1520 | |   |

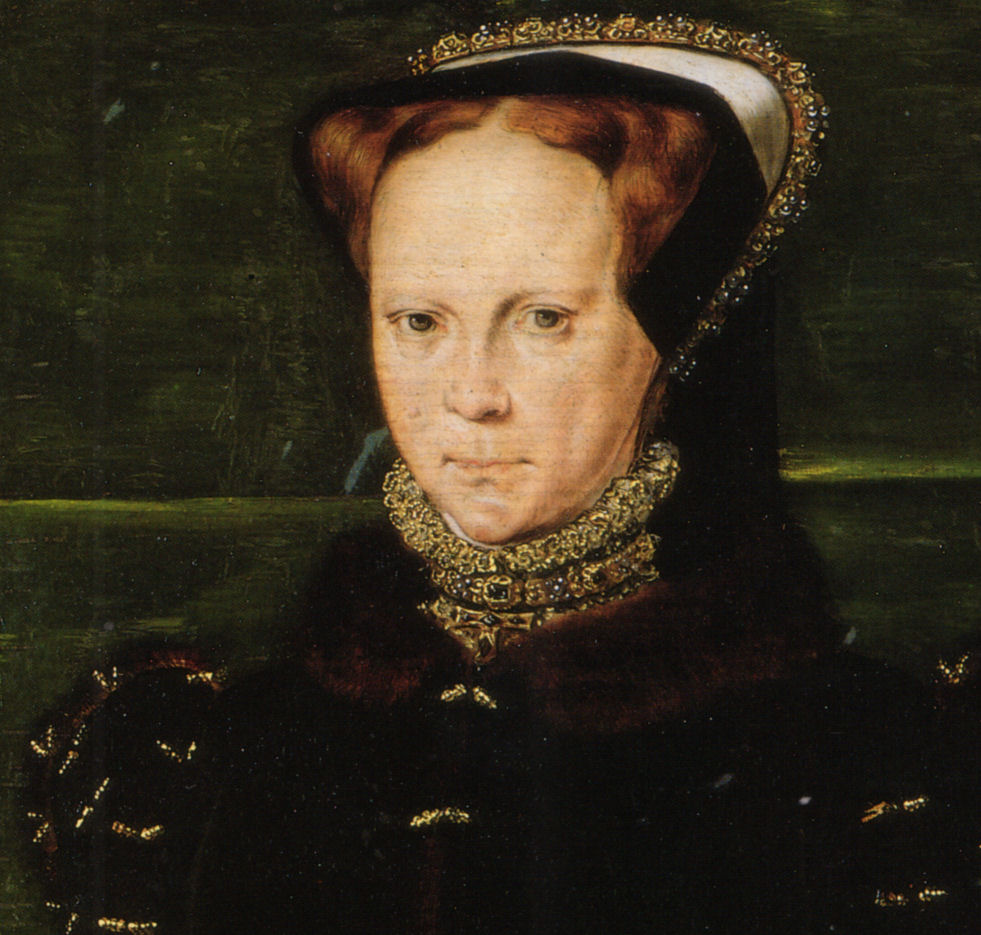
Maria I av England.

Katarinas främsta uppgift som drottning var att föda en tronarvinge och under de första nio åren av deras äktenskap blev hon gravid sex gånger – två gånger fick hon missfall, en gång födde hon en dödfödd dotter och två söner dog strax efter födseln. Katarinas graviditet från maj 1515 resulterade, den 18 februari 1516 klockan 04.00, i födseln av en flicka. Efter en lång och svår förlossning föddes ett friskt och robust barn. Två dagar senare döptes barnet till Maria Tudor – senare Maria I av England, även känd som Bloody Mary. Henrik var vid denna tidpunkt inte missnöjd med en dotter, då hoppet om en manlig tronarvinge vid denna tidpunkt ännu inte var död. Precis innan hade hennes far Ferdinand dött och Karl V efterträtt honom.
Graviditeterna gjorde att Katarina blev fet. Åldersskillnaden på sex år mellan henne och hennes make börjades efter tio år för första gången märkas och uppmärksammas, och 1519 kallades hon "kungens gamla deformerade hustru". Hon höll dock alltid värdigheten uppe och hade alltid ett leende på läpparna. En stor hjälp i detta var hennes tilltro till humanismen. Hon var betydligt mer intresserad av lärdom än sin make, som prioriterade förnöjelse högt. Hennes lärdom gjorde även att intellektuella intressen blev på modet bland andra kvinnor.
Henrik beundrade henne för hennes religiositet, något som ansågs vara en drottning förpliktelse. Detta medförde även att hon skänkte mycket till välgörenhet, såsom sedvänjan bjöd en religiös person att göra. 1 maj 1517 bad hon öppet sin make att benåda hundratals dödsdömda fångar efter Evil May Day, vilket gjorde henne populär. Katarina ansågs uppfylla alla samtida ideal för en idealisk drottning, utöver att hon inte hade fött en manlig arvinge. 1518 gick dock rykten om att hon var gravid. Därigenom påbörjades förhandlingar att gifta bort den då tvååriga Maria, eftersom hon inte sågs som en potentiell arvtagare om en prins föddes, med François, dauphin av Frankrike, som föddes 28 februari 1518 till Frans I av Frankrike. Fördraget skrevs den 4 oktober 1518. Katarina uppskattade inte sin dotters giftermål med kronprinsen i sina förfäders fiendeland men tycks ändå ha godtagit det. Den 18 november föddes en dödfödd prinsessa. Vid samma tidpunkt hade Henrik hade gjort Elizabeth Blount gravid, och hon födde en son i början av juni 1519, som fick namnet Henry Fitzroy och med hertigtitel.

### Gyllenduksfältet och Karl V

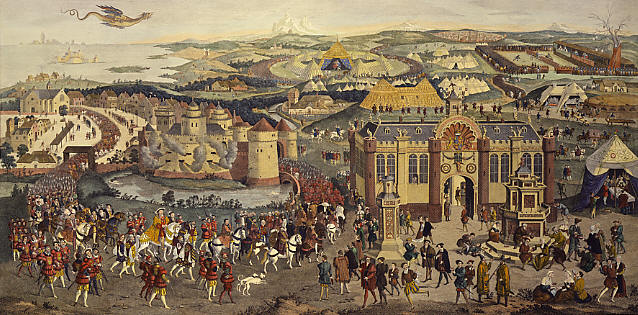
Gravyr av Gyllenduksfältet, av James Basire 1774, från en oljemålning från 1500-talet i Georg III:s samlingar.

Henrik blev mer och mer frustrerad och besviken över att inte få en manlig arvinge, men förblev likväl en hängiven äkta make. Visserligen hade han kärleksaffärer med andra kvinnor, men ingen av dessa hotade Katarinas ställning som hustru och drottning. Detta kom emellertid att förändras på grund av flera politiska konflikter, bland annat med Katarinas systerson, Karl V, tysk-romersk kejsare.
Under fördraget vid Gyllenduksfältet, med start 7 juni 1520, sökte Henrik VIII och Frans I av Frankrike stärka banden mellan kungarikena. Mötet blev en kamp mellan de båda i att överglänsa varandra. Det är möjligt att Henrik under mötet träffade på en ung kvinna vid namn Anne Boleyn vid det franska hovet. Ur fontäner flödade alkoholhaltiga drycker. Kostnaden för engelsmännen uppgick till en sjundedel av kronans årliga inkomster och 4 000 personer och 2 000 hästar sysselsatte kungens svit. Drottningen skall ha åtföljts av 1 000 personer och 800 hästar. Innan dess hade Henrik mött Karl V vid hovet i England, något som gjorde Frans I misstänksam. Till Katarinas fördel var ej heller Claude av Frankrike, Frans I:s fru, som var speciellt förtjust i att dansa. Katarina fungerade som värdinna för Frans I medan Henrik VIII besökte drottning Claude, och medan kungarna överlade, besökte drottningarna kyrkan tillsammans. Liksom Claude uppträdde hon offentligt i praktfulla kläder prydda med ädelstenar under festligheterna. 
Den 24 juni 1520 avslutades allt. Då red Henrik och Katarina till Calais för att möta Katarinas systerson Karl V. De förde där diskussioner om Marias äktenskapliga framtid och med utsikter om att hon skulle gifta sig spanskt blev Katarina mycket nöjd. 1519 hade Henrik till och med beställt en gemensam grav åt dem båda, till en kostnad av 2 000 pund. 1520 togs det för mycket troligt att de skulle dela denna grav vid sin död.

### Tronföljdsfrågan

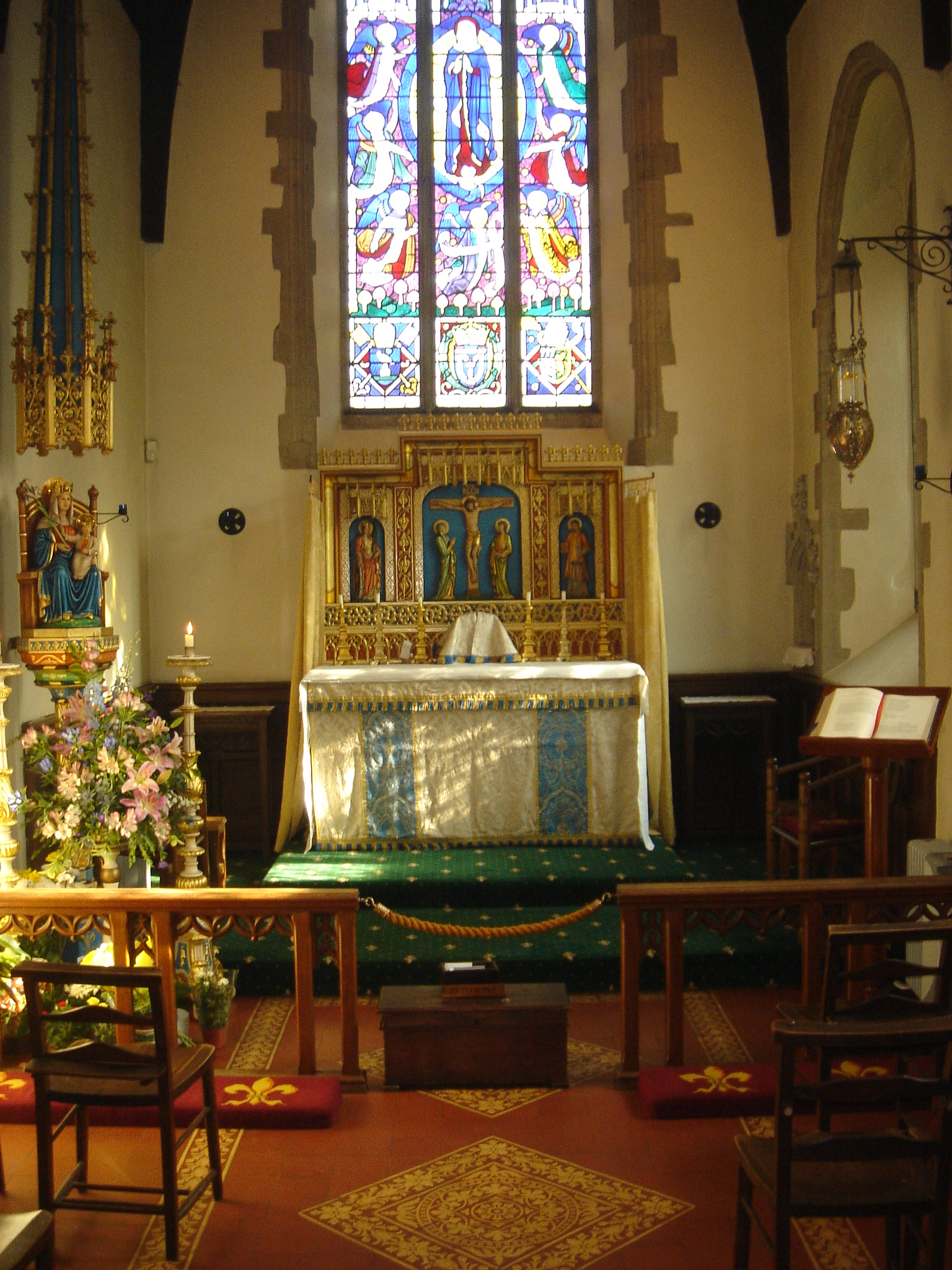
Staden Walsingham är känd för sin betydelse för pilgrimer samt för sina helgedomar till Jungfru Marias ära. På bilden syns insidan av ett kapell.

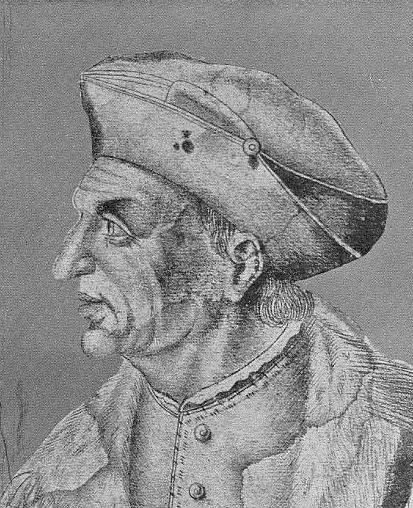
Thomas Linacre.

Under början av 1520-talet blev avsaknaden av en manlig tronarvinge allt påtagligare. Katarina och Henrik fortsatte frenetiskt att försöka få barn och i februari 1521 genomfördes till och med en pilgrimsfärd till Walsingham. Det började råda tvivel på att Katarina skulle föda ett överlevande barn. Även Katarina började misströsta, såsom både hovet och kungen hade börjat göra. Man försökte dock fortfarande finna lösningar, och Henrik var mån om att hitta en lösning av aktning för sin fru. Utöver detta blev Katarinas hälsa sämre när hon närmade sig de 40. En möjlighet var att Henrik skulle gifta om sig när han blev änkling, men det var ingen lösning som kunde lyftas så länge Katarina levde. Man ville säkra Marias framtid och en möjlig gemål för henne var Karl V, Katarina var entusiastisk inför denna utsikt. Henrik började tänka i banorna att en dotterson skulle kunna ta över tronen efter honom. Edward Stafford, 3:e hertig av Buckingham hade också setts som en möjlig tronarvinge, men han avrättades i april 1521 för högförräderi. Det fanns ytterligare en baktanke med detta. Ingen annan än någon av Henrik VIII:s blod skulle ta över tronen. Trots den allmänna oron var Henrik och Katarina glada vid utsikten att överläggningarna mellan Maria och Karl skulle gå framåt. Thomas Wolsey förhandlade fram ett fördrag som bland annat formulerade att prinsessan skulle kunna efterträda sin far.
| ”                                          | Skulle emellertid kungen av England gå hädan utan arvinge av mankön och prinsessan Maria bli drottning av England, skulle kejsaren inte vara berättigad till någon del av hemgiften. | „ |
| – Fördraget mellan Karl V och Henrik VIII. | |   |

| ”                                          | Om en arvinge av manligt kön föds åt kungen av England, så att prinsessan Maria inte kan efterträda honom på tronen… | „ |
| – Fördraget mellan Karl V och Henrik VIII. | |   |

Dessa två citat visar att Maria hade möjlighet att efterträda Henrik, och det sistnämnda bevisar den position som Maria innehade under denna tid, vilket var ställningen som en inofficiell tronarvinge, som när som helst kunde ersättas av en bror. I juni 1522 förklarade Henrik krig mot Frankrike och invasioner följde. Det besök som Karl V hade gjort i England i juni 1522 var en triumf för Katarina. Han åtföljdes av 2 000 hovmän och 1 000 hästar och de träffades i Greenwich. Två av Karl V:s närstående hade blivit påvar – Adrian av Utrecht, hans forna lärare, blev Hadrianus VI och en medlem av huset Medici blev Klemens VII. Trots detta hade Karl V stor vördnad för Katarina och Henrik. Karl skall den 2 juni 1522 ha bett om välsignelse knäliggande i Greenwich. Katarina uttryckte det att de inte bara "var förenade av blodsband, utan även av kärlek." Henrik började tala om Karl som sin son och allt efter tiden led, blev känslan av att hans giftermål med Maria var nära förestående allt större. Detta giftermål lovade väl för Katarina.

### Äktenskaplig kris
Ett problem var dock åldersskillnaden mellan det tilltänkta brudparet. Minimiåldern för äktenskapligt samlag låg på tolv år, vilket Maria skulle bli i februari 1528. Dessa funderingar avfärdade Katarina, som ämnade uppfostra Maria såsom Isabella hade uppfostrat Katarina. Katarina undervisade sällan själv sin dotter, utan tillsatte lärare. Tillsammans läste de dock latin. Drottningen hade det största inflytandet över Marias uppväxt. En lärd man, lärare åt Katarina, Juan Luis Vives, korresponderade tätt med Katarina och han tillägnade henne skriften Uppfostran av en kristen kvinna (De institutione feminae christianae). Detta verk förfäktar att en klassisk bildning är viktig för en kvinna med stora uppgifter. 1540 utkom den på engelska, fortfarande med dedikation till Katarina. Det är osäkert huruvida Vives undervisade Maria, men förmodligen influerade han hennes lärare Thomas Linacre.
1524 börjades en viss desperation förmärkas hos Katarina. Hon beställde en skrift om Erasmus äktenskap av William Blount, 4:e baron Mountjoy, vilket har tolkats som en desperat åtgärd mot Henriks otrohet, även om detta inte är säkert. En annan möjlighet är att hon gjorde det av eget intresse samt för Marias. Glad blev Katarina när Henrik VIII ersatte Elizabeth Blount med Mary Boleyn, som han dock hade ett förhållande med. Katarina fortsatte med sina brev till Karl V, på vilka han dock inte svarade. Det bekom inte kungen, som samtidigt började se sig om på andra ställen efter möjliga gemåler till Maria. Jakob V av Skottland var ett alternativ under en kort period. Detta verkar dock mest ha varit en plan för att förhindra ett fransk-skotskt bröllop, emedan Katarina och Henrik fortfarande satsade på Karl V. Slaget vid Pavia den 24 februari 1525 var en stor seger för Karl V mot Frans I, som tillfångatogs. Frans I tvingades genom ett proponerat äktenskap äkta Karl V:s syster Eleonora av Österrike. Denna nyhet var glädjande för Katarina och hon skrev den 30 mars till Karl V och lyckönskade honom. Engelsmännen talade om det gigantiska bröllop som en dag skulle hållas. Den 20 april diskuterades giftermålet med kejsarens sändebud och Maria råddes ta lektioner i spanska. Karl V hade dock övergett detta projekt utan engelsmännens vetskap och han ville istället äkta Isabella av Portugal. De trolovades officiellt i juli 1525 efter att ha meddelat England om saken i maj. Året därpå vigdes de och Karl V var mycket nöjd.

### Konflikt med Henrik VIII

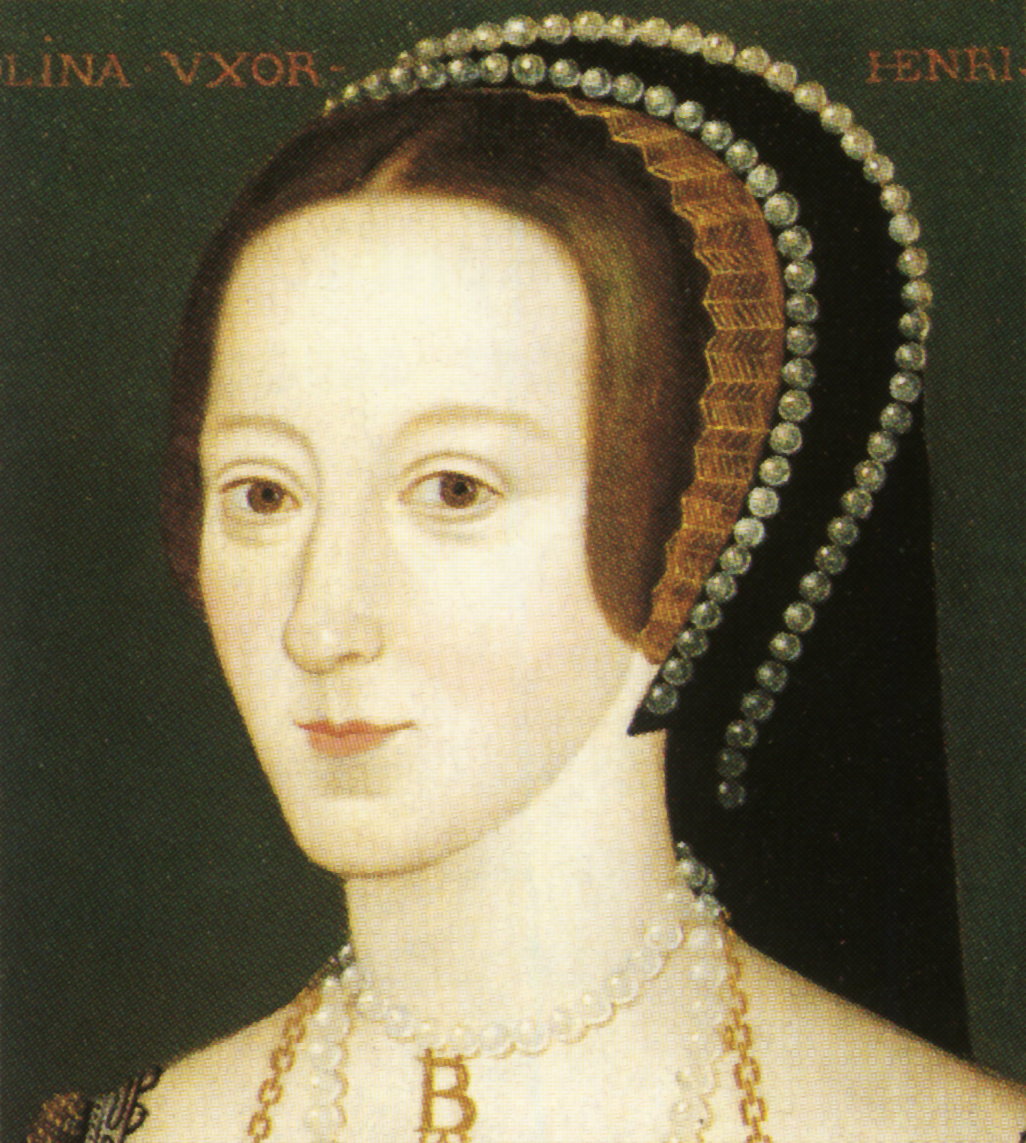
Anne Boleyn.

Betydligt mindre nöjda var Henrik och Katarina. Katarina kände sig sviken men Henrik vände sin ilska mot sin hustru. Detta var en ny sida av Henrik att anklaga alla och inte bara den skyldige, för att ge utlopp för sin vrede. Detta gjorde att Henry Fitzroy fick högre rang. Han utnämndes till riddare av Strumpebandsorden 7 juni. Han fick officiellt titeln hertig av Richmond två veckor senare, en titel som bland annat Henrik VII hade haft. Han fick hertigdömet Somerset och titeln earl av Nottingham. Han fick även titeln Lord High Admiral (ungefär marinminister), generallöjtnant norr om Trent samt ståthållare i närheten av Skottland, vid Scottish Marches. 
Detta upprörde drottningen och hela hennes framtidshopp vilade på Marias axlar. Tidigare hade hon svalt alla förolämpningar och gått vidare diplomatiskt, men nu visade hon öppen grämelse och klargjorde att hon var missnöjd med situationen. Katarinas missnöje gjorde Henrik upprörd, då han dittills varit van vid att hon underlättade tillvaron för honom utan klagomål. Hon kontrollerade hushållet och han fordrade att hon fortsatte så.  Henrik avsåg dock inte att degradera Maria och hennes ställning förändrades inte och han började behandla henne som prinsessa av Wales, det vill säga tronföljare. Hon sändes till Ludlow Castle i Welsh Marches, och fick ett hov på 165 personer, inklusive tjänare sammanlagt över 300 personer. Förflyttningen var ett bevis på att hon skulle få ärva kronan. Katarina såg i allt detta en bekräftelse på dotterns ställning. En anledning till Henry Fitzroys upphöjelse kan ha varit att han skulle få högre status, och därigenom utsikter till ett bättre gifte. 
Under hösten 1525 försonades Henrik och Katarina. Drottningen tillfrisknade från sin sjukdomsperiod. När Katarina hade fyllt 40 den 16 december 1525 fördjupade hon sin fromhet och påbörjade en livsstil med fler pilgrimsfärder och djupare religiositet, medan Henrik fortsatt roade sig livligt. På en båtfärd med Vives skall hon ha uttryckt att hon hellre tog den yttersta sorg än den yttersta glädje, eftersom sorgen innebar någon slags tröst, medan den yttersta glädjen var alltför lätt att virra bort sig i. Detta skulle folk komma att komma ihåg länge. Katarina trodde dock att hon såg trösten i sorgen och att lösningen var nådd. Under våren 1526 inträffade något som fick hennes tillvaro att fullkomligt rasa. Henrik VIII blev förälskad i Anne Boleyn.

## Skilsmässa
1526–1527 blev Henrik förälskad i den då runt tjugofemåriga Anne Boleyn, som gjorde sitt första framträdande vid Katarinas hov som hovfröken, så kallad Maid of Honour den 1 mars 1522. Henrik blev kär plötsligt, förmodligen kring fettisdagen 1526. Anne gjorde klart för Henrik att hon inte tänkte ge efter för hans närmanden såvida han inte kunde garantera henne ställning och säkerhet som äkta maka. Henrik kom att granska sitt äktenskap med Katarina. Han fann en text i Bibeln, Tredje Moseboken, 20 kapitlet, 21 versen, som lyder: Om någon tager sin broders hustru, så är det en oren gärning; han blottar då sin broders blygd, barnlösa skola de bliva. Kärleken visas genom otaliga kärleksbrev som han författade när Anne var frånvarande från hovet. Med tanke på hur sällan han skrev brev och hur få som finns bevarade måste hans kärlek ha varit stor. Breven säger att "Jag skall ta er till min enda käresta", "driva ut alla konkurrenter" och "tjäna endast er". Kungens kärlek förblev inte hemlig speciellt länge. Anne Boleyn ingick i Katarinas hov och den brist på avskildhet som rådde gjorde att det var svårt att behålla hemligheter. Samtidigt letade Wolsey efter äktenskapspartner åt prinsessan Maria. Biskopen i Tarbes, Gabriel de Gramont, yttrade tvivel kring Marias legitimitet (förmodligen inte utan stöd av kungen, ty det hade annars varit en grov förolämpning), något som egentligen inte bekom kungen på grund av att han snart "skulle" gifta sig med Anne Boleyn. I maj 1527 uppgav sig kungen ha fått insikten att Gud ville att han skulle få en ny chans, att hans samvete sade åt honom att göra sig kvitt Katarina, och gifta sig på nytt och få avkomlingar.
Hans äktenskap var visserligen inte barnlöst men en dotter betraktades som sämre än en manlig tronarvinge, och Henrik betraktade detta som ett straff från Gud för vad han ansåg vara sitt incestuösa förhållande med Katarina, eftersom hon tidigare varit gift med hans bror. Han kontaktade påven, Klemens VII, som skickade en legat till England, som fick till uppgift att undersöka huruvida äktenskapet mellan Henrik och Katarina var lagligt. Denne anlände till England i oktober 1528 och han försökte övertala Katarina att gå i kloster, något som hon vägrade. 
I sex år pågick Henriks kamp att förklara äktenskapet annullerat med hänvisning till att det var olagligt eftersom Katarinas äktenskap med hans bror hade fullbordats. Katarina å sin sida kämpade lika frenetiskt för att försvara sin drottningtitel, sitt äktenskap och dottern Marias äkta börd.  Hon förnekade därmed upprepade gånger att hennes och Arthurs äktenskap hade fullbordats. 
År 1531 separerade Katarina och Henrik i praktiken, när kungen lämnade det slott Katarina vistades på, och sedan inte längre delade bostad med henne. Katarina skickades sedan runt på olika slott där hon vistades under bevakning enligt Henriks befallning. Hon satt fången på The More mellan 1531 och 1532, på Hatfield maj-september 1532, Elsyng Palace september 1532 - februari 1533, slottet i Ampthill februari-juli 1533, Buckden Towers juli 1533 - maj 1534 och slutligen på Kimbolton. Hon besöktes där av olika personer som försökte få henne att skriva under på giftermålets ogiltighet.
Till sist, år 1533, förklarade Henrik sig vara den engelska kyrkans överhuvud, något som spred reformationen till England och förmådde den nye ärkebiskopen, Thomas Cranmer, att förklara deras äktenskap ogiltigt (23 maj 1533). Redan flera månader dessförinnan hade Henrik i hemlighet gift sig med Anne Boleyn.
Katarina fråntogs drottningtiteln den 23 maj 1533. Hon kallades istället för "änkeprinsessa av Wales", vilket symboliserade att hennes andra äktenskap aldrig hade existerat och hon därför fortfarande endast var änka efter prins Artur.
Katarina hölls också åtskild från sin dotter, då de inte fick tillstånd att besöka varandra. Om de tillsammans flydde till kontinenten kunde krig utbryta, då Maria i egenskap av tronarvinge kunde användas som ett politiskt vapen mot sin far. Om uppror utbröt på hemmaplan fanns risken att de skulle fritas och deras vänner använda deras namn på fältet. 
Katarina hölls i fängsligt förvar på olika slott runt om i landet, trots att det folkliga stödet var på hennes sida då "den allmänna åsikten var i hennes favör. Hon var lika personligt uppskattad som Anne var hatad och kungen själv besparades inte."

## Död
Katarina avled på Kimbolton Castle i Cambridgeshire fredagen den 7 januari 1536 klockan två på dagen i Maria de Salinas armar, efter att ha biktat sig, förlåtits inför Gud och mottagit den sista smörjelsen. Det ryktades att hon blivit förgiftad, men senare undersökningar har påvisat att dödsorsaken var sarkom. Hon begravdes i katedralen i Peterborough. Henrik VIII bevistade ej begravningen.

## Eftermäle

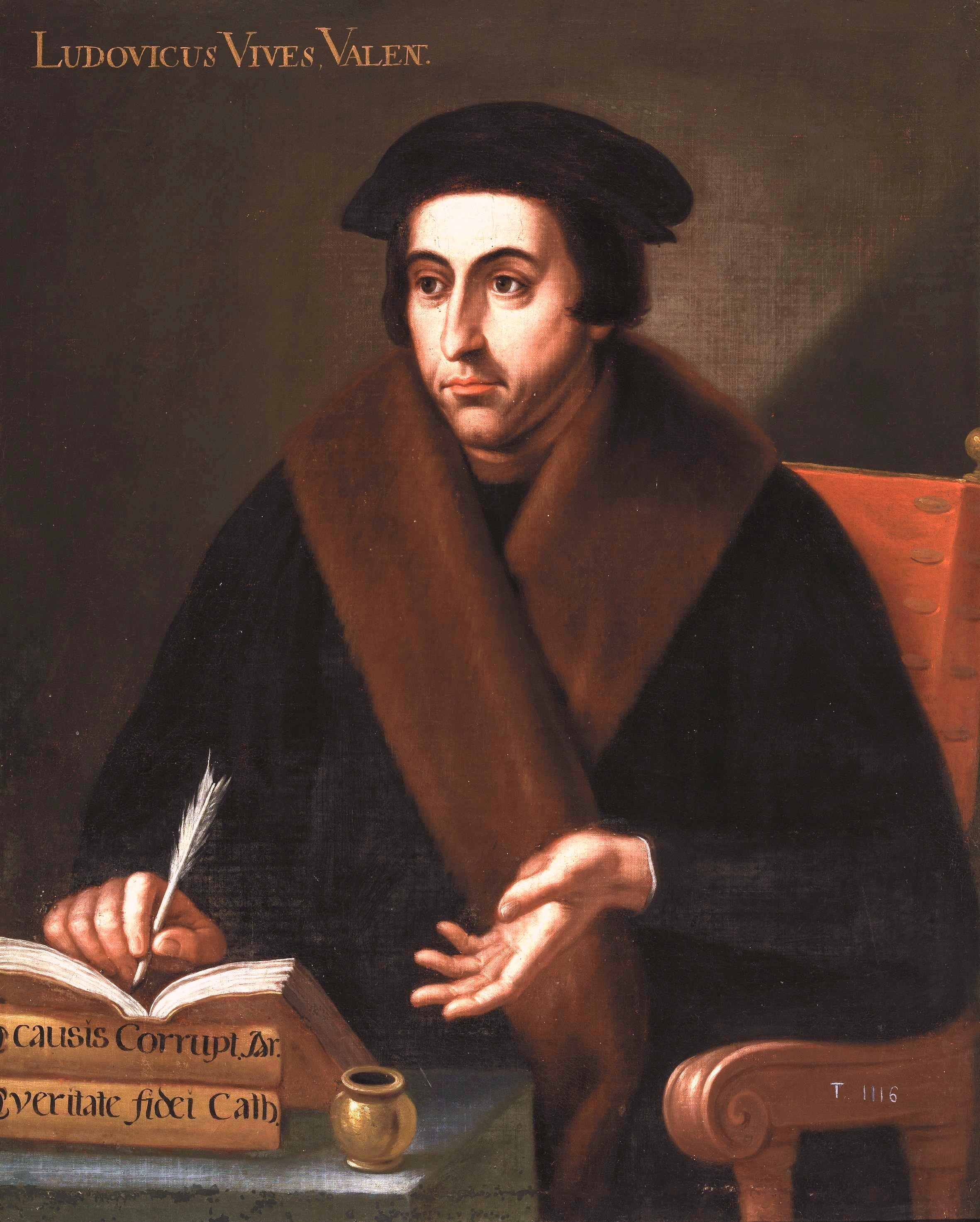
Luis Vives.

Henrik VIII bröt med den katolska kyrkan på grund av skilsmässan och gjorde sig själv till engelska kyrkans överhuvud genom suprematiakten 1534. Detta var för att Katarina annars hade anmält skilsmässoärendet till Rom, och hon hade med allra största säkerhet vunnit striden. Detta var starten för reformationen i England. Fram till Henriks och Katarinas styre hade tanken på en kvinnlig arvtagare inte existerat i England, och alla guideböcker i hur man skulle uppfostra en kunglig arvtagare (såsom den prominenta The Education of a Christian Prince av Erasmus av Rotterdam) riktades till manliga arvtagare. Många var rädda att det var lika med inbördeskrig att låta en kvinna styra ett land, på grund av det inbördeskrig (the anarchy) som utbrutit när Matilda av England ärvde tronen på 1100-talet. Därför var Henrik förmodligen inte inställd på att utbilda Maria till regent. Emellertid hyste Katarina förmodligen aldrig sådan oro. Hon visste att en kvinna som utbildats rätt kunde bli en framgångsrik monark, med modern, Isabella av Kastilien, som exempel. En god utbildning och religionens stöd var vad som krävdes. För utbildningen vände sig Katarina till humanismen, med personligheter som Juan Luis Vives som lärare. Vives kom att betyda mycket även för Katarina, för att ta sig igenom den svåra period utan manliga arvtagare som inträffade under slutet av hennes liv. Vives långsiktiga inflytande skulle ge framtida generationers kvinnor en större utbildningserfarenhet inom det patriarkaliska samhällets gränser.
Grunden i de publikationer han kom att ge ut åt Katarina var att alla mänskliga handlingar skulle reflektera Kristi person och liv. Katarina ställde Vives under sitt beskydd och därför kom han att dedicera kommentaren till verket De Civitate Dei till Henrik VIII och Uppfostran av en kristen kvinna (De institutione feminae christianae) till Katarina. Katarinas uppbackning av humanismen och hennes stöd för en humanistisk utbildning åt Maria visar på den nya lärans påverkan på hovet.

## Anfäder
|                                   |  |  |  |  |  |  |  |                                       |  |  |  |  |  |  |  |                                   |  |  |  |  |  |  |  | Ferdinand I av Aragonien (1380–1416)     |
|                                   |  |  |  |  |  |  |  |                                       |  |  |  |  |  |  |  |                                   |  |  |  |  |  |  |  |                                          |
|                                   |  |  |  |  |  |  |  |                                       |  |  |  |  |  |  |  | Johan II av Aragonien (1397–1479) |  |  |  |  |  |  |  |                                          |
|                                   |  |  |  |  |  |  |  |                                       |  |  |  |  |  |  |  |                                   |  |  |  |  |  |  |  |                                          |
|                                   |  |  |  |  |  |  |  |                                       |  |  |  |  |  |  |  |                                   |  |  |  |  |  |  |  | Eleonore Uracca av Kastilien (1374–1435) |
|                                   |  |  |  |  |  |  |  |                                       |  |  |  |  |  |  |  |                                   |  |  |  |  |  |  |  |                                          |
|                                   |  |  |  |  |  |  |  | Ferdinand II av Aragonien (1452–1516) |  |  |  |  |  |  |  |                                   |  |  |  |  |  |  |  |                                          |
|                                   |  |  |  |  |  |  |  |                                       |  |  |  |  |  |  |  |                                   |  |  |  |  |  |  |  |                                          |
|                                   |  |  |  |  |  |  |  |                                       |  |  |  |  |  |  |  |                                   |  |  |  |  |  |  |  | Fadrique Enríquez († 1473)               |
|                                   |  |  |  |  |  |  |  |                                       |  |  |  |  |  |  |  |                                   |  |  |  |  |  |  |  |                                          |
|                                   |  |  |  |  |  |  |  |                                       |  |  |  |  |  |  |  | Juana Enríquez (1425–1468)        |  |  |  |  |  |  |  |                                          |
|                                   |  |  |  |  |  |  |  |                                       |  |  |  |  |  |  |  |                                   |  |  |  |  |  |  |  |                                          |
|                                   |  |  |  |  |  |  |  |                                       |  |  |  |  |  |  |  |                                   |  |  |  |  |  |  |  | Maria Fernández de Córdoba               |
|                                   |  |  |  |  |  |  |  |                                       |  |  |  |  |  |  |  |                                   |  |  |  |  |  |  |  |                                          |
| Katarina av Aragonien (1485-1536) |  |  |  |  |  |  |  |                                       |  |  |  |  |  |  |  |                                   |  |  |  |  |  |  |  |                                          |
|                                   |  |  |  |  |  |  |  |                                       |  |  |  |  |  |  |  |                                   |  |  |  |  |  |  |  | Henrik III av Kastilien (1379–1406)      |
|                                   |  |  |  |  |  |  |  |                                       |  |  |  |  |  |  |  |                                   |  |  |  |  |  |  |  |                                          |
|                                   |  |  |  |  |  |  |  |                                       |  |  |  |  |  |  |  | Johan II av Kastilien (1405–1454) |  |  |  |  |  |  |  |                                          |
|                                   |  |  |  |  |  |  |  |                                       |  |  |  |  |  |  |  |                                   |  |  |  |  |  |  |  |                                          |
|                                   |  |  |  |  |  |  |  |                                       |  |  |  |  |  |  |  |                                   |  |  |  |  |  |  |  | Katarina av Lancaster (1373–1418)        |
|                                   |  |  |  |  |  |  |  |                                       |  |  |  |  |  |  |  |                                   |  |  |  |  |  |  |  |                                          |
|                                   |  |  |  |  |  |  |  | Isabella I av Kastilien (1451–1504)   |  |  |  |  |  |  |  |                                   |  |  |  |  |  |  |  |                                          |
|                                   |  |  |  |  |  |  |  |                                       |  |  |  |  |  |  |  |                                   |  |  |  |  |  |  |  |                                          |
|                                   |  |  |  |  |  |  |  |                                       |  |  |  |  |  |  |  |                                   |  |  |  |  |  |  |  | Johan av Portugal                        |
|                                   |  |  |  |  |  |  |  |                                       |  |  |  |  |  |  |  |                                   |  |  |  |  |  |  |  |                                          |
|                                   |  |  |  |  |  |  |  |                                       |  |  |  |  |  |  |  | Isabella av Portugal (1428-1496)  |  |  |  |  |  |  |  |                                          |
|                                   |  |  |  |  |  |  |  |                                       |  |  |  |  |  |  |  |                                   |  |  |  |  |  |  |  |                                          |
|                                   |  |  |  |  |  |  |  |                                       |  |  |  |  |  |  |  |                                   |  |  |  |  |  |  |  | Isabella av Braganza                     |
|                                   |  |  |  |  |  |  |  |                                       |  |  |  |  |  |  |  |                                   |  |  |  |  |  |  |  |                                          |

## I populärkulturen
I tv-serien The Tudors spelas Katarina av den irländska skådespelerskan Maria Doyle Kennedy.

### Webbkällor
- Bergenroth, G. A. (1862), Calendar of State Papers, Spain, Volume 1: 1485–1509, Institute of Historical Research, s. 167–180, 199–213, 253–265, 469–472, http://www.british-history.ac.uk/source.aspx?pubid=1121, läst 11 augusti 2010
- Bergenroth, G. A. (1866), Calendar of State Papers, Spain, Volume 2: 1509–1525, Institute of Historical Research, s. 23–30, http://www.british-history.ac.uk/source.aspx?pubid=1122, läst 11 augusti 2010